# Bicuiba oleifera
Bicuiba oleifera es una especie de planta con flor de leguminosas en la familia Myristicaceae.
Es endémica de Brasil. Está bien distribuida, pero en áreas muy amenazadas por destrucción de hábitat en la mata Atlántica del sudeste brasileño.

## Fuente
- de Wilde, W.J.J.O. 1998.  Bicuiba oleifera.   2006 IUCN Lista Roja de Especies Amenazadas; bajado 20 de agosto de 2007